# BLE T1
Der BLE T 1 war ein Verbrennungsmotor-Triebwagen der Braunschweigischen Landes-Eisenbahn-Gesellschaft (BLE). Er wurde als benzolmechanischer Triebwagen 1925 gefertigt und 1933 auf dieselmechanischen Betrieb umgebaut. Der Triebwagen gelangte 1938 in den Bestand der Deutschen Reichsbahn. Nach 1945 blieb das Fahrzeug in der DDR bei der Deutschen Reichsbahn, wurde dort jedoch nicht mehr eingesetzt. 1972 wurde der Triebwagen verschrottet.

## Geschichte und technische Daten
Das Fahrzeug wurde 1925 als benzolmechanischer Triebwagen von der Hannoverschen Waggonfabrik (HAWA) gefertigt. Prägend für den Wagen war die Karosserie der schweren Bauart mit den großen Stirnkühlern.
Über Einsätze sind aus der Literatur keine Angaben zu entnehmen. Es wurde lediglich vermerkt, dass die Jahresleistung des Triebwagens in den Jahren 1930 bis 1933 30.000 km betragen haben soll. Nach dem Umbau auf Dieselmotor stieg die Jahresleistung auf bis zu 170.000 km. Mit der Verstaatlichung der BLE 1938 kam der Triebwagen in den Bestand der Deutschen Reichsbahn und wurde als 137 327 bezeichnet. Über den Einsatz bei der DR bis 1945 liegen keine Angaben vor. 1943 war der Triebwagen noch im Reichsbahnausbesserungswerk Nürnberg vorhanden und war dort zum Verkauf vorgeschlagen.
Nach dem Zweiten Weltkrieg fand sich der Triebwagen in der Sowjetischen Besatzungszone. Dort blieb das Fahrzeug im Bestand der Deutschen Reichsbahn und war im Bahnbetriebswerk Berlin Rummelsburg stationiert. Ohne Einsatz wurde es 1972 nach langer Abstellung im Ausbesserungswerk Wittenberge verschrottet.

## Fahrzeugaufbau
Der Wagenkasten des Fahrzeuges war nach der sogenannten schweren Bauart mit einem genieteten Untergestell hergestellt worden. Prägend am Wagenkasten waren die beiden Endeinstiege und der Gepäckraum zwischen den beiden Abteilen. Auf der einen Seite des Gepäckraumes war das Abteil 2. Klasse angeordnet. Es bot acht Reisenden Platz und war als Abteil mit Seitengang ausgeführt. Die restlichen beiden Abteile der 3. Wagenklasse waren als Großraumabteile mit Mittelgang ausgeführt und boten 54 Reisenden Platz. Die Stirnpartie des Wagenkastens war fünfeckig abgerundet mit einer Übergangstür mit Brücke für den Übergang des Zugpersonals in den Beiwagen. Relativ klein waren die Achsabstände der Drehgestelle, sie besaßen lediglich 2.150 mm Achsstand.
Für die unterflur gelagerte Doppelmaschinenanlage sind 1925 Daimler-Benzolmotoren mit 100 PS angegeben, 1933 wurde die Maschinenanlage als dieselmechanisch mit einem Motor von Büssing bezeichnet. Das mechanische Getriebe entspricht der Bauart Mylius, vor dem Umbau der Maschinenanlage ist das Getriebe nicht bekannt. Jede Antriebsanlage trieb den inneren Radsatz der beiden benachbarten Drehgestelle an.